# Mercedes-Benz M102

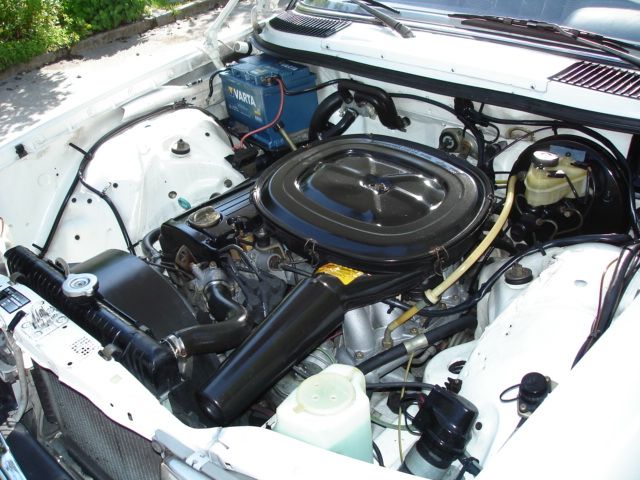
Двигатель М102 Е23 в автомобиле W123 230E

Mercedes-Benz M102 — серия рядных четырёхцилиндровых бензиновых двигателей внутреннего сгорания компании Mercedes-Benz, разработанная Гансом-Отто Дэрндингером (нем. Hans-Otto Derndinger). Представлен в 1980 году для замены силового агрегата серии M115 и применялся на автомобилях W123, W124, W201, внедорожниках W460/461 и микроавтобусах/фургонах T1 и T2. Выпускался как с карбюраторной системой подачи топлива, так и с инжекторной.
В 1996 году серия была заменена на новую — Mercedes-Benz M111 (параллельно выпускалась с 1993 года).

## История

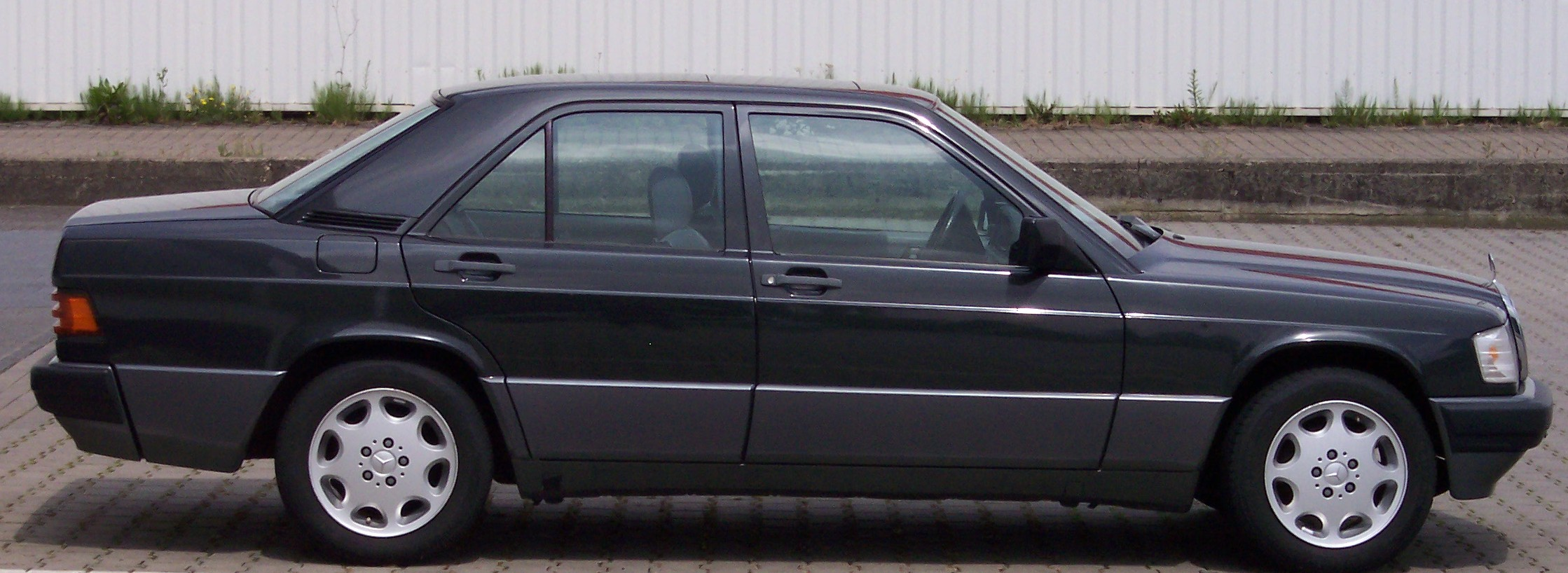
Mercedes-Benz 190 (W201) с 2,3-литровым двигателем M102

Предшественник M102 с индексом М115 являлся модернизацией двигателя М121, которым компания пользовалась ещё с середины 1950-х годов. Замену для него инженеры концерна Daimler-Benz искали в разработках нового поколения двигателей с компоновкой Ванкеля. Однако устранить хронические недостатки роторно-поршневых двигателей — низкий ресурс и большой расход топлива — им не удалось. А в 1973 году грянул нефтяной кризис, вследствие которого марка приняла ряд решений о срочной разработке нового 4-цилиндрового мотора, который был необходим, так как фирма уже приняла решения о разработке нового компактного автомобиля W201 (он же 190).
Двигатель, по сравнению с его предшественником М115, легче и мощнее. На нём головки блока цилиндров выполнены в перекрёстной форме (cross-flow), где каналы выпуска и впуска расположены с противоположных сторон. Сам блок был на 10 кг легче по сравнению с М115. Это было достигнуто путём использования более тонких стен, которые опирались на усиленные рёбра. Это позволило опустить коленчатый вал ниже. Сами головки цилиндров, выполненные в перекрёстной форме (англ. сross-flow), имели два подвесных V-образных клапана, привод которых работал через коромысло центрального распредвала
Двигатель был запущен в производство в 1980-м году, изначально изготовлялся в двух конфигурациях: 2-литровые с карбюратором Stromberg 175 CDT и 2,3-литровые инжекторные с системой Bosch K-Jetronic. Оба варианта устанавливались на седаны, купе и универсалы автомобилей семейства W123. В 1982 году состоялась премьера нового компактного автомобиля W201, на котором первоначально стоял аналогичный 2-литровый двигатель с новым распредвалом и карбюратором Stromberg 175CD.
В 1984 году было представлено новое семейство автомобилей W124, в котором конструкция двигателя была усовершенствована. Силовой агрегат получил новый однорядный поликлиновый ремень генератора, облегчённые шатуны и коленчатый вал. Появился новый корпусный масляный фильтр, добавлен датчик уровня масла, механический датчик давления масла заменён на электрический, внедрены гидрокомпенсаторы, резиновые опоры двигателя заменены гидроопорами. Карбюраторный вариант стал последним в истории марки.

## Описание
Почти все модели двигателя M102 выпускались с одинаковым диаметром цилиндров, равным 89 мм, и ходом поршня, равным 80,25 мм. Материал блока цилиндров — чугун. Количество цилиндров — 4, по два клапана на цилиндр (4 в модификации М102.983). Система питания в зависимости от года выпуска — карбюратор или инжектор. Степень сжатия колеблется от 8 до 9 в зависимости от модификации. Масса двигателя составляет около 165 кг, рабочая температура равна 95 градусам по Цельсию.

### Карбюраторные версии
M102.920 — первая модель двигателя, оборудованная карбюратором Stromberg 175 CDT. Следующая модификация с кодом M102.921 имела меньшую мощность в связи с установкой нового карбюратора Stromberg 175CD и новых распредвалов.
Двигатель М102.944 с объёмом в 2299 см3 обладал увеличенным до 95,5 мм диаметром цилиндров и ходом поршня, равным 80,3 мм. Силовой агрегат является единственной карбюраторной версией с объёмом в 2,3 литра и предназначался для внедорожников G-класса. Устанавливался с 1986 по 1989 на автомобили Mercedes-Benz 230G W460.
В 1986 году была представлена новая версия силового агрегата с кодом M102.924, ставшая последним карбюраторным двигателем компании. Двигатель получил новый однорядный поликлиновый ремень генератора, облегчённые шатуны и коленчатый вал, а также новый корпусный масляный фильтр. В установке добавили датчик уровня масла, заменили механический датчик давления масла на электрический, внедрили гидрокомпенсаторы, а резиновые опоры заменили гидроопорами.

### Инжекторные версии

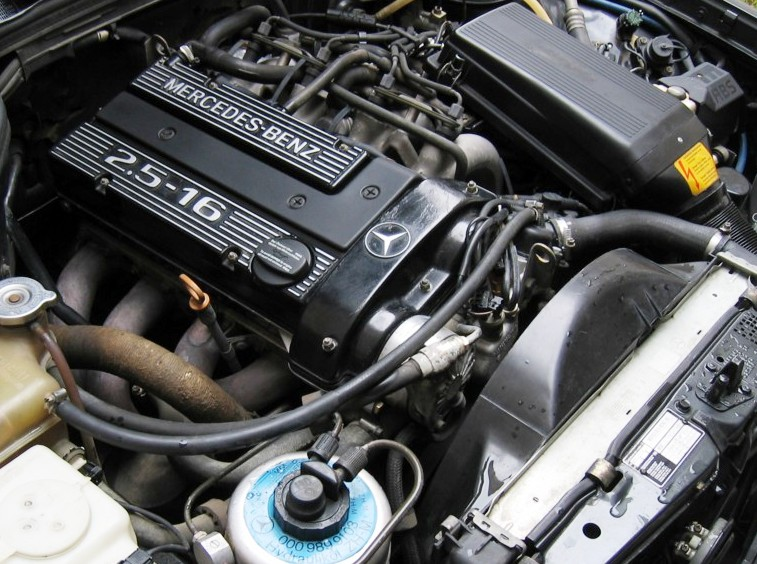
Модификация M102/2 E25

Все автомобили, оборудованные инжекторными двигателями, имели суффикс Е (от нем. Einspritzung — впрыск топлива).
Версия M102.962 с системой впрыска топлива Bosch KE-Jetronic имела диаметр цилиндра, равный 89 мм, ход поршня составлял 80,25 мм. Объём двигателя равнялся 1996 см3. Применялся на автомобилях Mercedes-Benz W201 190E с 1982 по 1993 год (с 1991 года именовался 190E 2.0).
M102.963 является модификацией M102.962 для серии Mercedes-Benz W124. Мощность двигателя составляла 122 л. с. (90 кВт) или 118 л. с. (87 кВт) при наличии катализатора. Сам двигатель применялся с 1985 по 1992 год на W124, S124 и C124.
Силовой агрегат M102.964 аналогичен M102.963, но предназначен для внедорожника 200GE W460. Применялся с 1986 по 1991 год.
В версии M102.965, аналогичной M102.964, ход поршня уменьшили до 80,2 мм. Объём двигателя составлял 1996 см3. Двигатель применялся в автомобиле W463 200GE (с 1993 года — G200) с 1989 по 1994 год.
Модификация M102.910 являлась облегчённым вариантом для экономкласса. На ней также использовалась система впрыска топлива Bosch KE-Jetronic. Диаметр цилиндра равнялся 89 мм, ход поршня составлял 72,2 мм. Рабочий объём двигателя был равен 1797 см3. Силовой агрегат применялся с 1990 по 1993 год на автомобиле 190E 1.8 (W201).
M102.980 является первоначальным вариантом двигателя с системой впрыска топлива Bosch K-jetronic, который обладает рабочим объёмом в 2299 см3. Диаметр цилиндров равнялся 95,5 мм, ход поршня составлял 80,25 мм. Двигатель применялся на автомобилях W123, S123 и C123 с 1980 по 1985 год.
Силовой агрегат M102.981 является разновидностью двигателя M102.980 для внедорожника 230GE (W460) с системой впрыска во впускной коллектор с механической регулировкой Bosch K-jetronic. Применялся с 1982 по 1986 год.
M102.982 является модернизацией M102.980 с системой впрыска топлива Bosch KE-jetronic и мощностью в 136 л. с. (100 кВт). Применялся на автомобилях W124, S124 и C124 с 1986 по 1992 год.
С 1983 по 1993 года для автомобиля W201 190E 2.3 выпускался двигатель M102.985, аналогичный M102.982. Мощность силового агрегата составляла 136 л. с. (100 кВт).
В модернизации M102.981 под кодовым названием M102.987 для внедорожника Geländewagen использовали систему впрыска топлива во впускной коллектор с электронно-механической регулировкой Bosch KE-jetronic, транзисторную систему зажигания заменили на электронную. Двигатель применялся с 1986 по 1991 год на Mercedes-Benz W460 230GE.
В последней модификации, M102.989, аналогичной M102.964, ход поршня уменьшили до 80,2 мм. Рабочий объём двигателя составлял 2298 см3. Двигатель применялся с 1989 по 1994 год на автомобиле W463 230GE (с 1993 года — G230).

### Технические характеристики

#### Карбюраторные

##### 2 клапана на цилиндр
| Автомобиль                                                    | Версия  | Модель       | Объём            | Рабочий ход поршня × диаметр цилиндров, мм | Мощность                           | Крутящий момент     | Годы выпуска |
| ------------------------------------------------------------- | ------- | ------------ | ---------------- | ------------------------------------------ | ---------------------------------- | ------------------- | ------------ |
| Mercedes-Benz 190 (W201)                                      | 102 V20 | M102.921     | 2,0 л (1997 cм3) | 80,25 × 89                                 | 66 кВт (90 л. с.) при 5000 об/мин  | 165 Н·м @ 2500      | 1982—1984    |
| Mercedes-Benz 190 (W201)                                      | 102 V20 | M102.938     | 2,0 л (1997 cм3) | 80,25 × 89                                 | 63 кВт (86 л. с.) при ? об/мин     | ?                   | 1982—1984    |
| Mercedes-Benz 190 (W201)                                      | 102 V20 | M102.924     | 2,0 л (1997 cм3) | 80,25 × 89                                 | 77 кВт (105 л. с.) при 5200 об/мин | 170 Н·м @ 2500      | 1984—1986    |
| Mercedes-Benz 190 (W201)                                      | 102 V20 | M102.924     | 2,0 л (1997 cм3) | 80,25 × 89                                 | 80 кВт (109 л. с.) при 5500        | 165 Н·м @ 3000      | 1986—1988    |
| Mercedes-Benz 190 (W201)                                      | 102 V20 | M102.924     | 2,0 л (1997 cм3) | 80,25 × 89                                 | 77 кВт (105 л. с.) при 5500 об/мин | 160 Н·м @ 3000      | 1986—1988    |
| Mercedes-Benz 190 (W201)                                      | 102 V20 | M102.924     | 2,0 л (1996 cм3) | 80,2 × 89                                  | 77 кВт (105 л. с.) при 5500 об/мин | 165 Н·м @ 3000      | 1988—1989    |
| Mercedes-Benz 190 (W201)                                      | 102 V20 | M102.924     | 2,0 л (1996 cм3) | 80,2 × 89                                  | 75 кВт (102 л. с.) при 5500 об/мин | 160 Н·м @ 3000      | 1988—1989    |
| Mercedes-Benz 190 (W201)                                      | 102 V20 | M102.924     | 2,0 л (1996 cм3) | 80,2 × 89                                  | 75 кВт (102 л. с.) при 5700 об/мин | 158 Н·м @ 3500      | 1989—1991    |
| Mercedes-Benz 200 (W123, S123)                                | 102 V20 | M102.920     | 2,0 л (1997 cм3) | 80,25 × 89                                 | 80 кВт (109 л. с.) при 5200 об/мин | 170 Н·м @ 3000      | 1980—1986    |
| Mercedes-Benz 200 (W123, S123)                                | 102 V20 | M102.939     | 2,0 л (1997 cм3) | 80,25 × 89                                 | 74 кВт (101 л. с.) при ?           | ?                   | 1980—1985    |
| Mercedes-Benz 200 (W124, S124)                                | 102 V20 | M102.922     | 2,0 л (1997 cм3) | 80,25 × 89                                 | 80 кВт (109 л. с.) при 5200        | 170 Н·м @ 3000      | 1985—1986    |
| Mercedes-Benz 200 (W124, S124)                                | 102 V20 | M102.922     | 2,0 л (1997 cм3) | 80,25 × 89                                 | 80 кВт (109 л. с.) при 5500 об/мин | 165 Н·м @ 3000      | 1986—1989    |
| Mercedes-Benz 200 (W124, S124)                                | 102 V20 | M102.922     | 2,0 л (1997 cм3) | 80,25 × 89                                 | 77 кВт (105 л. с.) при 5500 об/мин | 160 Н·м @ 3000      | 1986—1990    |
| Mercedes-Benz 200 (W124, S124)                                | 102 V20 | M102.922     | 2,0 л (1996 cм3) | 80,2 × 89                                  | 77 кВт (105 л. с.) при 5500        | 158 Н·м @ 3500      | 1989—1990    |
| Mercedes-Benz 230 G (W461)                                    | 102 V23 | M102.944     | 2,3 л (2299 cм3) | 80,25 × 95,5                               | 80 кВт (109 л. с.) при 5300 об/мин | 174 Н·м @ 2000      | 1986—1989    |
| Mercedes-Benz 210 (601) 310 (602), 410 (611) , (T1), 510 (T2) | 102 V23 | M102.942/945 | 2,3 л (2299 cм3) | 80,25 × 95,5                               | 70 кВт (95 л. с.) при 5200 об/мин  | 170 Н·м @ 2500      | 1982—1989    |
| Mercedes-Benz 210 (601) 310 (602), 410 (611) , (T1), 510 (T2) | 102 V23 | M102.946     | 2,3 л (2299 cм3) | 80,25 × 95,5                               | 77 кВт (105 л. с.) при 5100        | 182 Н·м @ 2000–2500 | 1989—1995    |

#### Инжекторные

##### 2 клапана на цилиндр
| Автомобиль                                     | Версия    | Модель  | Объём            | Рабочий ход поршня × диаметр цилиндров, мм | Мощность                            | Крутящий момент | Годы выпуска |
| ---------------------------------------------- | --------- | ------- | ---------------- | ------------------------------------------ | ----------------------------------- | --------------- | ------------ |
| Mercedes-Benz 190 E 1.8 (W201)                 | M102 E 18 | 102.910 | 1,8 л (1797 см3) | 72,2 × 89                                  | 80 кВт (109 л. с.) при 5500 об/мин  | 150 Н·м @ 3700  | 1990—1993    |
| Mercedes-Benz 190 E (W201)                     | M102 E 20 | 102.962 | 2,0 л (1997 см3) | 80,25 × 89                                 | 90 кВт (122 л. с.) при 5100 об/мин  | 178 Н·м @ 3500  | 1982—1986    |
| Mercedes-Benz 190 E (W201)                     | M102 E 20 | 102.962 | 2,0 л (1997 см3) | 80,25 × 89                                 | 87 кВт (118 л. с.) при 5100 об/мин  | 172 Н·м @ 3500  | 1985—1988    |
| Mercedes-Benz 190 E (W201)                     | M102 E 20 | 102.962 | 2,0 л (1996 см3) | 80,2 × 89                                  | 90 кВт (122 л. с.) при 5100 об/мин  | 178 Н·м @ 3500  | 1988—1991    |
| Mercedes-Benz 190 E (W201)                     | M102 E 20 | 102.962 | 2,0 л (1996 см3) | 80,2 × 89                                  | 87 кВт (118 л. с.) при 5100 об/мин  | 172 Н·м @ 3500  | 1988—1991    |
| Mercedes-Benz 190 E 2.0 (W201)                 | M102 E 20 | 102.962 | 2,0 л (1996 см3) | 80,2 × 89                                  | 90 кВт (122 л. с.) при 5300 об/мин  | 175 Н·м @ 3500  | 1991—1993    |
| Mercedes-Benz 200 E (W124, W124 T)             | M102 E 20 | 102.963 | 2,0 л (1997 см3) | 80,25 × 89                                 | 90 кВт (122 л. с.) при 5100 об/мин  | 178 Н·м @ 3500  | 1985—1989    |
| Mercedes-Benz 200 E (W124, W124 T)             | M102 E 20 | 102.963 | 2,0 л (1997 см3) | 80,25 × 89                                 | 87 кВт (118 л. с.) при 5200 об/мин  | 172 Н·м @ 3500  | 1985—1989    |
| Mercedes-Benz 200 E (W124, W124 T)             | M102 E 20 | 102.963 | 2,0 л (1996 см3) | 80,2 × 89                                  | 87 кВт (118 л. с.) при 5200 об/мин  | 172 Н·м @ 3500  | 1989—1992    |
| Mercedes-Benz 200 GE (W460)                    | M102 E 20 | 102.964 | 2,0 л (1997 см3) | 80,25 × 89                                 | 90 кВт (122 л. с.) при 5200 об/мин  | 178 Н·м @ 3500  | 1986—1991    |
| Mercedes-Benz 200 GE (W460)                    | M102 E 20 | 102.964 | 2,0 л (1997 см3) | 80,25 × 89                                 | 87 кВт (118 л. с.) при 5200 об/мин  | 172 Н·м @ 3500  | 1986—1991    |
| Mercedes-Benz 200 GE, G200 (W463)              | M102 E 20 | 102.965 | 2,0 л (1996 см3) | 80,2 × 89                                  | 87 кВт (118 л. с.) при 5200 об/мин  | 172 Н·м @ 3500  | 1990—1994    |
| 190 E 2.3 (W201)                               | M102 E23  | 102.961 | 2,3 л (2299 см3) | 80,25 × 95,5                               | 83 кВт (113 л. с.) при ? об/мин     | ?               | 1983—1984    |
| 190 E 2.3 (W201)                               | M102 E23  | 102.985 | 2,3 л (2298 см3) | 80,2 × 95,5                                | 87 кВт (122 л. с.) при ? об/мин     | ?               | 1984—1986    |
| 190 E 2.3 (W201)                               | M102 E23  | 102.985 | 2,3 л (2298 см3) | 80,2 × 95,5                                | 100 кВт (136 л. с.) при 5100 об/мин | 205 Н·м @ 3500  | 1986—1991    |
| 190 E 2.3 (W201)                               | M102 E23  | 102.985 | 2,3 л (2298 см3) | 80,2 × 95,5                                | 97 кВт (132 л. с.) при 5100 об/мин  | 198 Н·м @ 3500  | 1986—1991    |
| 190 E 2.3 (W201)                               | M102 E23  | 102.985 | 2,3 л (2298 см3) | 80,2 × 95,5                                | 100 кВт (136 л. с.) при 5200 об/мин | 200 Н·м @ 3500  | 1991—1993    |
| Mercedes-Benz 230 E (W123, W123T, VF123, C123) | M102 E23  | 102.980 | 2,3 л (2299 см3) | 80,25 × 95,5                               | 100 кВт (136 л. с.) при 5100        | 205 Н·м @ 3500  | 1980—1986    |
| Mercedes-Benz 230 E (W124, W124T, VF124, C124) | M102 E23  | 102.982 | 2,3 л (2299 см3) | 80,25 × 95,5                               | 97 кВт (132 л. с.) при 5100 об/мин  | 198 Н·м @ 3500  | 1985—1989    |
| Mercedes-Benz 230 E (W124, W124T, VF124, C124) | M102 E23  | 102.982 | 2,3 л (2298 см3) | 80,2 × 95,5                                | 97 кВт (132 л. с.) при 5100 об/мин  | 198 Н·м @ 3500  | 1989—1992    |
| Mercedes-Benz 230 GE (W460)                    | M102 E23  | 102.981 | 2,3 л (2299 см3) | 80,25 × 95,5                               | 92 кВт (125 л. с.) при 5000 об/мин  | 192 Н·м @ 4000  | 1982—1985    |
| Mercedes-Benz 230 GE (W460)                    | M102 E23  | 102.987 | 2,3 л (2298 см3) | 80,2 × 95,5                                | 92 кВт (125 л. с.) при 5000 об/мин  | 192 Н·м @ 4000  | 1986—1991    |
| Mercedes-Benz 230 GE (W460)                    | M102 E23  | 102.987 | 2,3 л (2298 см3) | 80,2 × 95,5                                | 90 кВт (122 л. с.) при 5100 об/мин  | 188 Н·м @ 4000  | 1986—1991    |
| Mercedes-Benz 230 GE (W461)                    | M102 E23  | 102.979 | 2,3 л (2298 см3) | 80,2 × 95,5                                | 90 кВт (122 л. с.) при 5100 об/мин  | 188 Н·м @ 4000  | 1992—1996    |
| Mercedes-Benz 230 GE, G230 (W463)              | M102 E23  | 102.989 | 2,3 л (2298 см3) | 80,2 × 95,5                                | 93 кВт (126 л. с.) при 5000 об/мин  | 190 Н·м @ 4000  | 1990—1994    |

##### 4 клапана на цилиндр
| Автомобиль                                    | Версия     | Модель  | Объём            | Рабочий ход поршня × диаметр цилиндров, мм | Мощность                                                                   | Крутящий момент     | Годы выпуска |
| --------------------------------------------- | ---------- | ------- | ---------------- | ------------------------------------------ | -------------------------------------------------------------------------- | ------------------- | ------------ |
| Mercedes-Benz 190E 2.3-16 (W201)              | M102 E23/2 | 102.983 | 2,3 л (2299 см3) | 80,25 × 95,5                               | 136 кВт (185 л. с.) при 6200 об/мин (также использовался на Isdera Spyder) | 235 Н·м @ 4500      | 1983—1987    |
| Isdera Spyder 033i 2.3-16V                    | M102 E23/2 | 102.983 | 2,3 л (2299 см3) | 80,25 × 95,5                               | 130 кВт (177 л. с.) при 5800 об/мин                                        | 230 Н·м @ 4750      | 1985—1988    |
| Isdera Spyder 033i 2.3-16V                    | M102 E23/2 | 102.983 | 2,3 л (2299 см3) | 80,25 × 95,5                               | 125 кВт (170 л. с.) при 5800 об/мин                                        | 220 Н·м @ 4750      | 1985—1988    |
| Mercedes-Benz 190E 2.5-16 (W201)              | M102 E25/2 | 102.990 | 2,5 л (2498 см3) | 87,2 × 95,5                                | 150 кВт (204 л. с.) при 6750 об/мин                                        | 240 Н·м @ 5000–5500 | 1988—1993    |
| Mercedes-Benz 190E 2.5-16 (W201)              | M102 E25/2 | 102.990 | 2,5 л (2498 см3) | 87,2 × 95,5                                | 143 кВт (195 л. с.) при 6750 об/мин                                        | 235 Н·м @ 5000–5500 | 1988—1993    |
| Mercedes-Benz 190E 2.5-16 Evolution (W201)    | M102 E25/2 | 102.991 | 2,5 л (2463 см3) | 82,8 × 97,3                                | 150 кВт (204 л. с.) при 6750 об/мин                                        | 240 Н·м @ 5000–5500 | 1989         |
| Mercedes-Benz 190E 2.5-16 Evolution (W201)    | M102 E25/2 | 102.991 | 2,5 л (2463 см3) | 82,8 × 97,3                                | 143 кВт (195 л. с.) при 6800 об/мин                                        | 235 Н·м @ 5000–5500 | 1989         |
| Mercedes-Benz 190E 2.5-16 Evolution II (W201) | M102 E25/2 | 102.992 | 2,5 л (2463 см3) | 82,8 × 97,3                                | 173 кВт (235 л. с.) при 7200 об/мин                                        | 245 Н·м @ 5000–6000 | 1990         |

## Модификации

### Cosworth

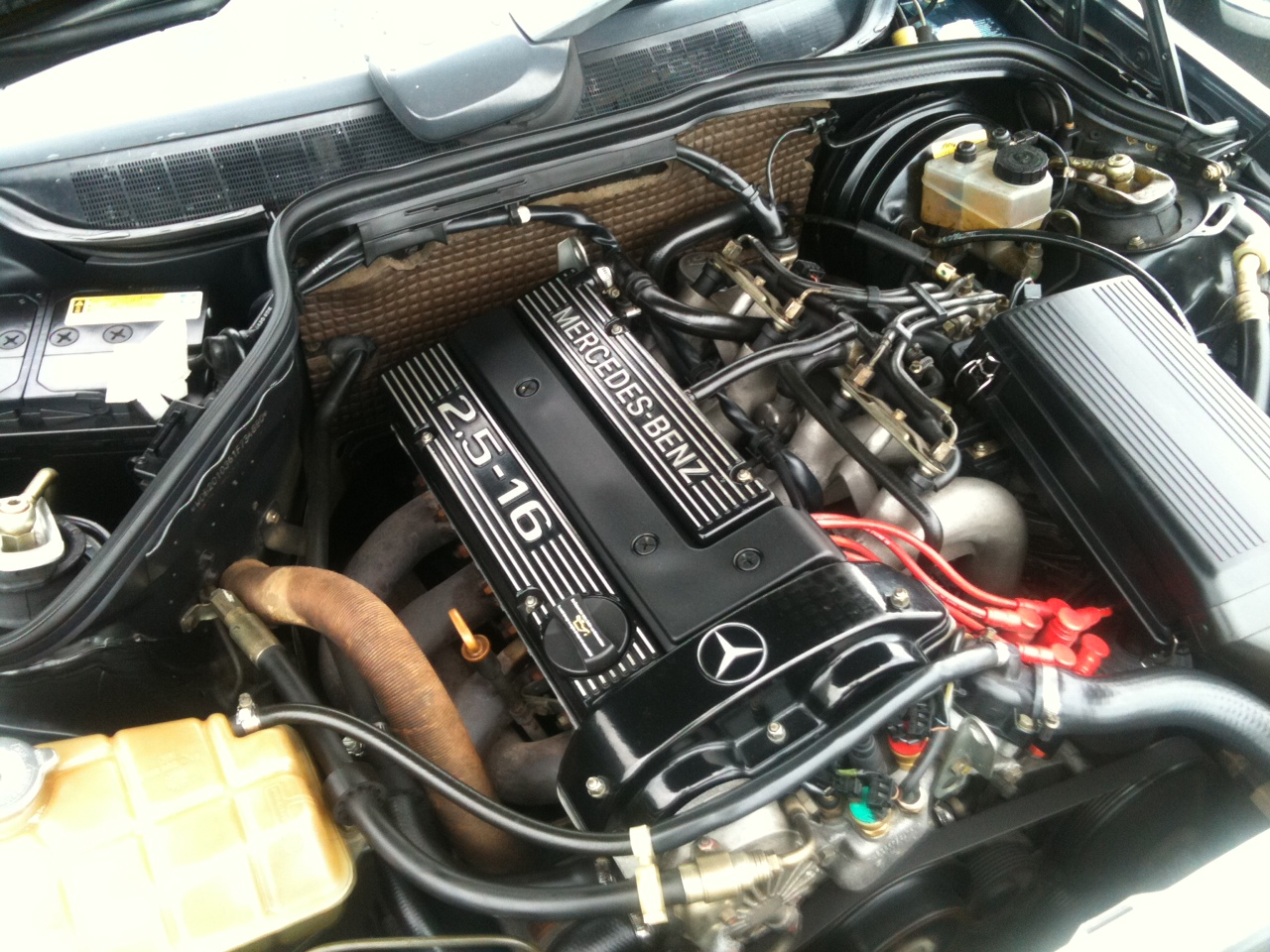
Двигатель 2.5-16 от Cosworth (190E 2.5-16 Evolution II)

Инжиниринговая компания Cosworth, специализирующаяся на двигателях для спортивных и гоночных автомобилей, разработала 2,3-литровый вариант M102 с 16 клапанами для установки в 190E 2.3-16. Позднее была разработана модификация с рабочим объёмом в 2,5 литра с 16 клапанами, основанная на этой же базе и применяемая в 190E 2.5-16. Всего было выпущено 4 версии двигателя.
Диаметр цилиндров версии M102.983 равнялся 95,5 мм, ход поршня составлял 80,25 мм. Рабочий объём двигателя равнялся 2299 см3. Силовой агрегат выдавал мощность в 185 л. с. при 6200 об/мин и крутящий момент 235 Н·м при 4500 об/мин (версия без катализатора). Выпускался с 1984 по 1988 года и устанавливался на автомобиль Mercedes-Benz W201 190E 2.3-16, а также на спорткар Isdera Spyder 033i 2.3-16V.
Модификация M102.990 обладала диаметром цилиндров равным 95,5 мм, ход поршня составлял 87,2 мм. Рабочий объём увеличился до 2498 см3. Мощность силового агрегата выросла до 195 л. с. при 6750 об/мин, крутящий момент составил 235 Н·м при 5000—5500 об/мин (с катализатором). Двигатель устанавливался на автомобиль W201 190E 2.5-16 в 1988—1993 года.
Версии M102.991 и M102.992 имели одинаковые диаметр цилиндров (97,3 мм), ход поршня (82,8 мм) и рабочий объём (2463 см3), однако мощность первого составляла 195 л. с. при 6800 об/мин и крутящий момент 235 Н·м при 5000—5500 об/мин (с катализатором), а второго — 235 л. с. при 7200 об/мин и крутящий момент 245 Н·м при 5000—6000 об/мин (с катализатором). Устанавливались на автомобилях W201 190 E 2.5-16 Evolution и Evolution II с 1988 по 1993 года.